# Echinohelea smarti
Echinohelea smarti är en tvåvingeart som beskrevs av John William Scott Macfie 1940. Echinohelea smarti ingår i släktet Echinohelea och familjen svidknott. Inga underarter finns listade i Catalogue of Life.